# Museo de las Mujeres de Merano
El Museo de las Mujeres de Merano (en italiano Museo delle Donne Merano ) es un museo italiano ubicado en el centro de Merano en la Piazza del Grano. Está gestionado por la Asociación "Museo de las Mujeres" y se encuentra en un antiguo convento de las Clarisas . Desde 2008 coordina la Asociación Internacional de Museos de las Mujeres (IAWM).] 

## Exposición
En la exposición permanente, el museo presenta la historia de la mujer de los últimos 200 años ubicada en el entorno sociocultural. Los objetos que se exhiben en la colección del museo son ropa, accesorios y objetos de la vida cotidiana, que en la historiografía no se tuvieron en cuenta ya que provienen de la esfera privada. En el Museo de las Mujeres, el objetivo no es tanto la representación de toda la realidad femenina en los siglos XIX y XX en la sociedad occidental, sino hacer visibles las imágenes y los roles femeninos. 
En la sala dedicada a exposiciones temporales, se organizan exposiciones dedicadas a cuestiones específicas de la mujer que profundizan aspectos históricos o reanudan las discusiones sociopolíticas actuales. 
El Museo de la Mujer es un lugar de encuentro para el estudio y, con su biblioteca especializada en constante crecimiento, también un lugar para la lectura y la investigación. En el museo también se celebran reuniones en el contexto de la actualización de adultos con seminarios y conferencias sobre asuntos de actualidad e interés específico para las mujeres.

## Historia
El museo fue fundado por Evelyn Ortner en 1988. Desde 1993 existe la asociación "Museo delle Donne" que se mudó a su nueva ubicación en la Piazza del Grano en 2011. Gracias a la ayuda de la Provincia Autónoma de Bolzano y el municipio de Merano, se creó un museo innovador y moderno en dos plantas. 

## Red internacional
En 2008 tuvo lugar el primer congreso internacional de museos de mujeres en Merano. Desde entonces, el Museo de la Mujer Merano ha coordinado la Asociación Internacional de Museos de las Mujeres (IAWM) que cuenta con más de 30 miembros en todo el mundo. Shirin Ebadi, ganadora del Premio Nobel de la Paz 2003, es la madrina de la red. 